# Cinnamomum mairei
Cinnamomum mairei H.Lév. – gatunek rośliny z rodziny wawrzynowatych (Lauraceae Juss.). Występuje naturalnie w Tajlandii oraz południowych Chinach (w północno-wschodnim Junnanie i zachodnim Syczuanie). 

## Morfologia
PokrójZimozielone drzewo dorastające do 16 m wysokości. Gałęzie mają brązowopurpurową barwę, są mniej lub bardziej szorstkie.
LiścieNaprzemianległe lub prawie naprzeciwległę. Mają lancetowaty kształt. Mierzą 6–11 cm długości oraz 2,5–4 cm szerokości. Nasada liścia jest zaokrąglona. Blaszka liściowa jest o spiczastym wierzchołku. Ogonek liściowy jest nagi i dorasta do 10–12 mm długości.
KwiatySą niepozorne, obupłciowe, zebrane po 5–12 w silnie rozgałęzione wiechy o owłosionych osiach, rozwijają się w kątach pędów. Kwiatostany dorastają do 4–7 cm długości, podczas gdy pojedyncze kwiaty mają długość 5 mm. Są owłosione i mają białą barwę.
OwoceMają jajowaty kształt, osiągają 13 mm długości i 7–8 mm szerokości, są nagie.

## Biologia i ekologia
Rośnie w lasach. Występuje na wysokości od 1300 do 1800 m n.p.m. Kwitnie od marca do maja, natomiast owoce dojrzewają od sierpnia do października.